# Tadeusz Żeromski

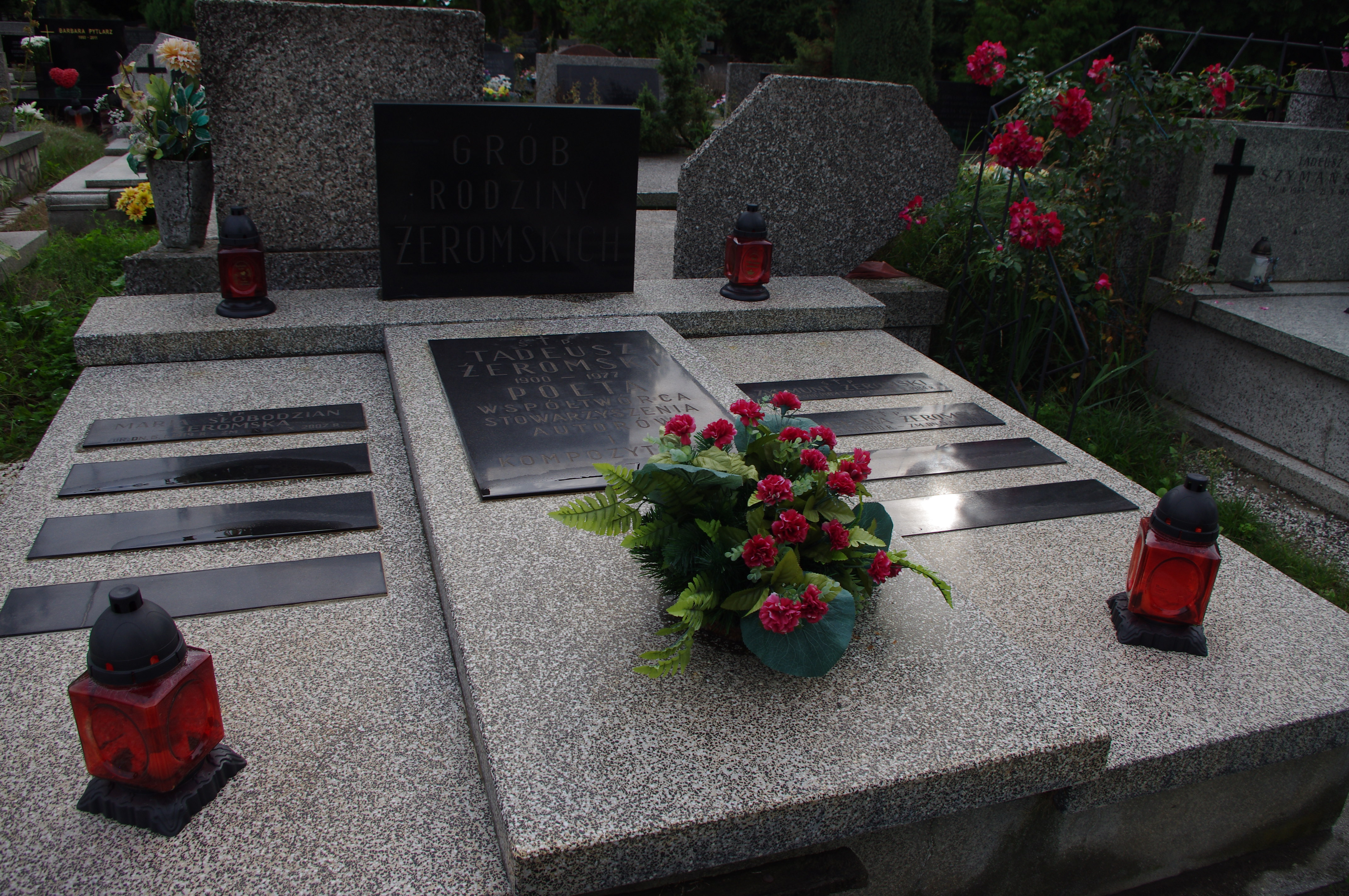
Grób Tadeusza Żeromskiego

Tadeusz Żeromski (ps. Wrzos) (ur. 18 marca 1900 w Warszawie, zm. 23 września 1977 tamże) – polski poeta i kompozytor.
Jego rodzicami był Wojciech i Maria z Patzerów. Studiował na Uniwersytecie Warszawskim. Debiutował jako autor w 1916 r.; pisał teksty dla „Mirażu”, „Czarnego kota” i „Sfinksa”. Był aktorem, później już tylko autorem. W 1939 r. został kierownikiem literackim teatru „Ateneum”. Po II wojnie światowej pracował w Radzie Naczelnej Związku Autorów i Kompozytorów Scenicznych, należał do Naczelnej Rady Artystycznej Związku Artystów Scen Polskich. Był także wydawcą, autorem adaptacji przedstawień teatralnych, współpracownikiem Teatru Satyryków, tłumaczem literatury francuskiej i rosyjskiej. Pisał teksty piosenek pod pseudonimem Wrzos.
Podczas okupacji hitlerowskiej był więziony w obozach koncentracyjnych w Sachsenhausen i Mauthausen.
Został pochowany na Cmentarzu Komunalnym Północnym w Warszawie.